# Antoni Humnicki
Antoni Ignacy Józef Humnicki (ur. 28 października 1870 w Suliszowie - zm. 19 listopada 1929 w Warszawie) – polski inżynier, polityk Związku Robotników Polskich i Polskiej Partii Socjalistycznej, więzień polityczny i zesłaniec syberyjski, wykładowca w Towarzystwie Kursów Naukowych i Politechnice Warszawskiej.

## Życie
Ukończył gimnazjum męskie w Kielcach (1888), W tym samym roku rozpoczął studia na Uniwersytecie Warszawskim. Tu działał w studenckich kołach samokształceniowych i związał się z II Proletariatem. Zmuszony z powodów materialnych do przerwania studiów w latach 1889-1890 pracował jako korepetytor w dworach w pow. pułtuskim. Po powrocie na studia, wiosną 1891 wstąpił do Związku Robotników Polskich szybko stając się jednym z czołowych działaczy tej partii. Latem 1891 zrezygnował ze studiów i rozpoczął pracę w fabryce wyrobów bawełnianych Heinzla i Kunitzera na Widzewie. Jednocześnie prowadził ożywioną działalność propagandowo-agitacyjną na rzecz ZRP. Po wielkiej fali aresztowań miejscowych działaczy partii przez policję rosyjską wraz z Ludwikiem Krasuskim kierował do lata 1892 organizacją ZRP w Łodzi.
W lipcu 1892 r. został aresztowany pod zarzutem organizowania strajku powszechnego i osadzony przez 9 miesięcy w więzieniu łódzkim. Następnie przewieziono go do Warszawy gdzie był więziony najpierw w X Pawilonie cytadeli warszawskiej i na Pawiaku (1893-1894). Decyzją cara pobyt w więzieniach zaliczono mu w poczet kary i 28 listopada 1894 skazano go na zesłanie do miasta Szuja w gub. włodzimierskiej, gdzie zatrudniono go w przędzalni i tkalni Towarzystwa Rosyjsko-Francuska Manufaktura. W 1896 został zwolniony i przyjechał do Łowicza ale władze uznały jego pobyt w Królestwie Polskim za niepożądany i w końcu grudnia 1896 powtórnie skazano go na zesłanie w Rosji. Karę odbywał w guberni włodzimierskiej i moskiewskiej pracując jako technik w miejscowych fabrykach włókienniczych. Podczas rewolucji 1905 aresztowano go za agitację wśród robotników i uwięziono na rok w więzieniu na Butyrkach w Moskwie. Następnie został zesłany na 5 lat do Kraju Turuchańskiego we wschodniej Syberii.
W lipcu 1906 udało mu się zbiec i przez kordon graniczny dostał się do Krakowa w Galicji. W latach 1906–1912 związany był z PPS-Lewicą. W tym czasie opublikował swoje Wspomnienia z lat 1888-1892 (przyczynek do historyi naszego ruchu socyalistycznego), Kraków 1907. Pod koniec 1906 rozpoczął studia na Wydziale Mechanicznym politechniki najpierw w Akwizgranie a potem w Karlsruhe. Na tej ostatniej uczelni uzyskał w 1911 dyplom inżyniera. W latach 1911–1912 pracował na terenie Galicji najpierw w Samborze gdzie kierował pracami instalacyjnymi przy zakładaniu sieci telefonicznych a potem był kierownikiem robót montażowych w rafinerii ropy naftowej w Limanowej.
W 1912 powrócił do Warszawy, gdzie przez 18 następnych lat pracował jako profesor w Wyższej Szkole Budowy Maszyn i Elektrotechniki im. Wawelberga i Rotwanda. W latach 1912–1916 był także wykładowcą Wydziału Technicznego Towarzystwa Kursów Naukowych a następnie prowadził wykłady na Politechnice Warszawskiej (1916-1922). Po wybuchu I wojny światowej zaaktywizował się politycznie. Najpierw związał się z aktywistycznym Klubem Państwowców Polskich (1916) a następnie z Polskim Stronnictwem Demokratycznym (1917-1918). W październiku 1918 w drugim gabinecie Jana Kucharzewskiego był dyrektorem departamentu spraw wojskowych. W 1920 był komendantem garażu samochodowego na terenie plebiscytowym Spisza i Orawy. Od tej pory poświęcił się działalności pedagogicznej i publicystycznej.

### Niektóre prace Antoniego Humnickiego
Podręczniki:
- Dźwignice. Podręcznik do obliczania i konstruowania prostych maszyn do podnoszenia, Lwów 1921.
- Zasady nauki o wytrzymałości materiałów. Podręcznik do obliczania i prowadzenia wykładów, Lwów 1923.

Artykuły w "Czasopiśmie Techniczym"
- Zarys teorii samoprząśnicy obrączkowej, 1907,
- Układ do numerowania w przędzalnictwie bawełny oraz jego niektóre zastosowania praktyczne, 1907,
- W sprawie wymiarów próbek wytrzymałościowych 1930.

Artykuły w "Przeglądzie Technicznym"
- [razem z M. Ponikiewskim] Rozbiór krytyczny dotychczasowej teorii nawijania w samoprząśnicy wózkowej, 1908
- Nowy sposób wyznaczania wykresów dla sprzężonych silników parowych pomysłu inż. Brokmanna, 1912.

## Życie prywatne
Urodził się w rodzinie ziemiańskiej, syn Adolfa (1831-1894) i Małgorzaty z Sulimierskich (1848-1936). Miał trzech braci: Wincentego Walentego (1875-?), Zygmunta (1875-1912) i Stanisława (1878-1944). W 1911 ożenił się z Lucyną z Ziółkowskich (1880-1961), mieli syna który zginął tragicznie.